# ナット・フリードマン

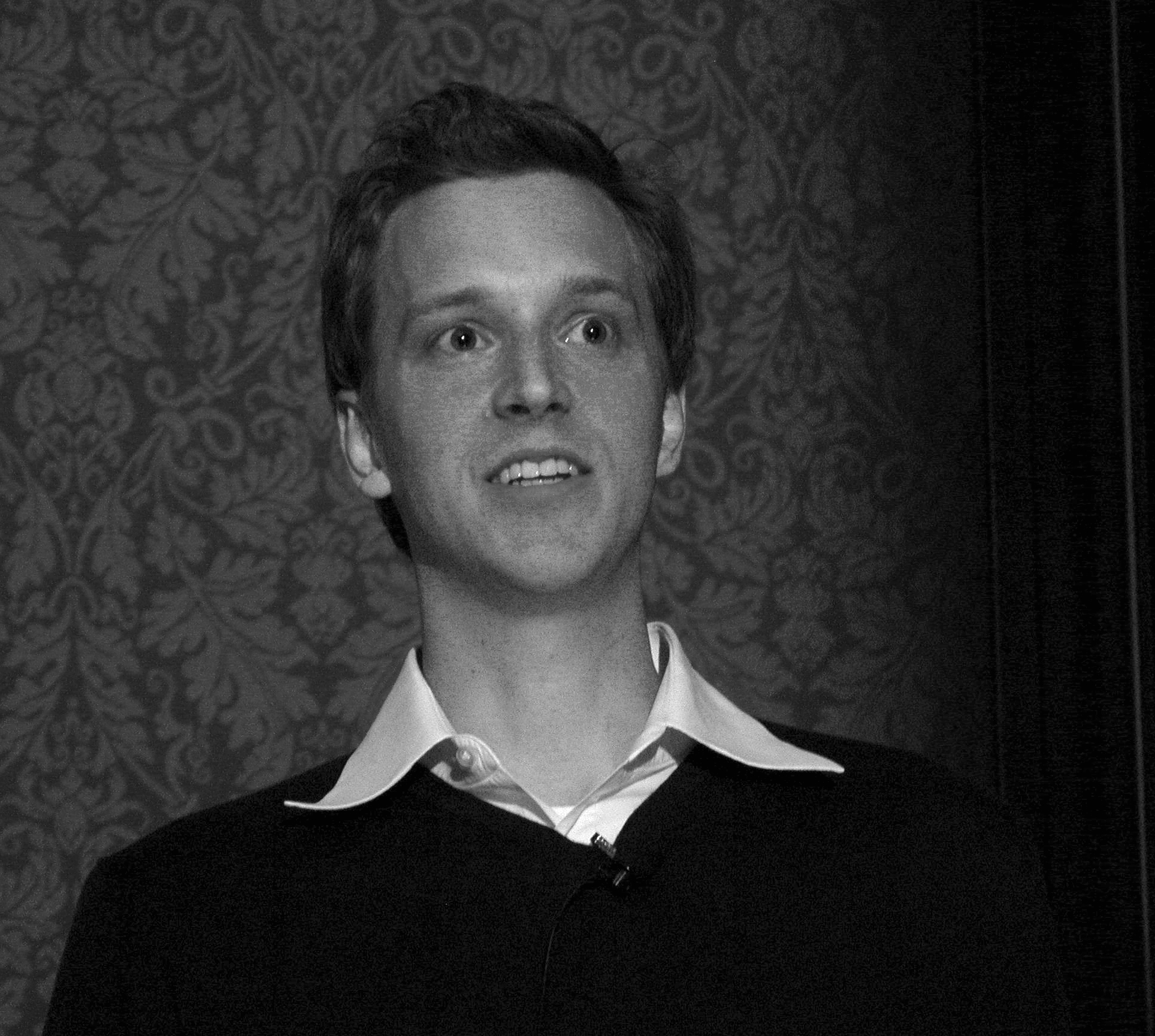
ナット・フリードマン（2006年4月）

ナサニエル・ドゥーリフ・フリードマン（英語: Nathaniel Dourif Friedman, 1977年8月6日 - ）は、1999年にミゲル・デ・イカザとともにXimianを設立したプログラマ。通称はナット(Nat)。同社は2003年にノベルに買収された。

## 概略
1999年から2001年までXimianのCEOを務めたが、その後ベンチャーキャピタルからの1500万ドルの増資とともにDavid PatrickがCEOとなった。Ximianを立ち上げる以前は、GNU ROPE プロジェクトで働き、シリコングラフィックスやマイクロソフトでインターンとして働いていた。1999年、マサチューセッツ工科大学で計算機科学と数学の学士号を取得した。
ノベルではオープンソース分野のChief Technology and Strategy Officerを務めた。2010年1月、年内を旅行で過ごすためノベルを退社する。
2011年5月、ミゲル・デ・イカザとともに新会社Xamarinを設立し、CEOに就任した。
2016年2月、MicrosoftはXamarinの買収を発表した。フリードマンはMicrosoftのDeveloper Services部門のvice presidentのポジションに就任した。
2018年6月、MicrosoftがGitHubを75億ドルで買収すると発表するとともに、フリードマンがGitHubの新CEOに就任することが発表された。
俳優ブラッド・ドゥーリフの甥で、ドイツのミュンヘンに自宅がある。